# 王松霈
王松霈（1928年8月—），天津人，中国生态经济学家，中国社会科学院农村发展研究所研究员，中国社会科学院荣誉学部委员。1951年毕业于清华大学经济系。